# Thorkild Fogde
Thorkild Fogde (født 18. juli 1965) er en dansk jurist og siden 1. marts 2020 rigspolitichef. Fra august 2022 til februar 2023 var han fritaget for tjeneste og genstand for en disciplinærsag for sin rolle i minksagen, men han blev frikendt og genindtrådte i tjenesten som rigspolitichef 10. februar 2023.

## Karriere
Thorkild Fogde er uddannet cand.jur. fra Aarhus Universitet i 1991. Han er tidligere fuldmægtig i justitsministeriet og statsministeriet. Han har desuden også arbejdet som dommerfuldmægtig ved retten i Roskilde. I 2000 blev han ansat som kontorchef justitsministeriet og 2004 som afdelingschef.
I 2009 blev han ansat som politidirektør i Nordsjællands Politi og senere i 2012 som politidirektør for politiområdet i Rigspolitiet. Fra 2013-2017 var han politidirektør for Københavns Politi. Han har desuden været direktør i Kriminalforsorgen indtil 2020. 1. marts 2020 overtog han posten som rigspolitichef fra Jens Henrik Højbjerg.

## Kontroverser
Fogde var politichef under coronaviruspandemien i Danmark fra marts 2020 og dermed også under aflivningen af de danske mink på grund af smittefare i efteråret 2020, der førte til den såkaldte minksag. I Minkkommissionens beretning fra juni 2022 blev han skarpt kritiseret for sin rolle i sagen, og den 25. august 2022 blev han fritaget for tjeneste og indstillet til et tjenstligt forhør. Forhørsledelsen konkluderede imidlertid efterfølgende,  at Fogde ikke havde begået tjenstlige forseelser under forløbet, og han genindtrådte derpå i tjenesten 10. februar 2023.